# 1709 en musique classique
| \| • Retour à la chronologie générale de la musique classique • \| |
| Grèce • Rome • Haut Moyen Âge • VIIIe siècle • IXe siècle • Xe siècle • XIe siècle XIIe siècle • XIIIe siècle • XIVe siècle • XVe siècle • XVIe siècle • XVIIe siècle XVIIIe siècle • XIXe siècle • XXe siècle • XXIe siècle |
| • Retour à la chronologie générale de la musique classique • |

| Années en musique classique : 1706 - 1707 - 1708 - 1709 - 1710 - 1711 - 1712    |
| Décennies en musique classique : 1670 - 1680 - 1690 - 1700 - 1710 - 1720 - 1730 |

## Événements
- 9 novembre : Inauguration de l'Opéra de Nancy.
- 26 décembre : Agrippina, opera seria de Georg Friedrich Haendel, créé à Venise.
- L'Italien Bartolomeo Cristofori commence ses recherches sur le piano-forte qu'il présentera en 1711.
- La Chasse du cerf, divertissement de Jean-Baptiste Morin.
- Méléagre, opéra de Jean-Baptiste Stuck.
- Sémélé, tragédie lyrique de Marin Marais.

## Œuvres
- Opus 2, de Vivaldi (12 sonates pour violon et basse continue).
- Pastorales, d'Alexander Pope.
- Toccata en ré mineur, en ré majeur, Alla breve en ré mineur, de Jean-Sébastien Bach.
- Triomf der Batavieren, de Nicholaas Ferdinand Le Grand.

## Naissances

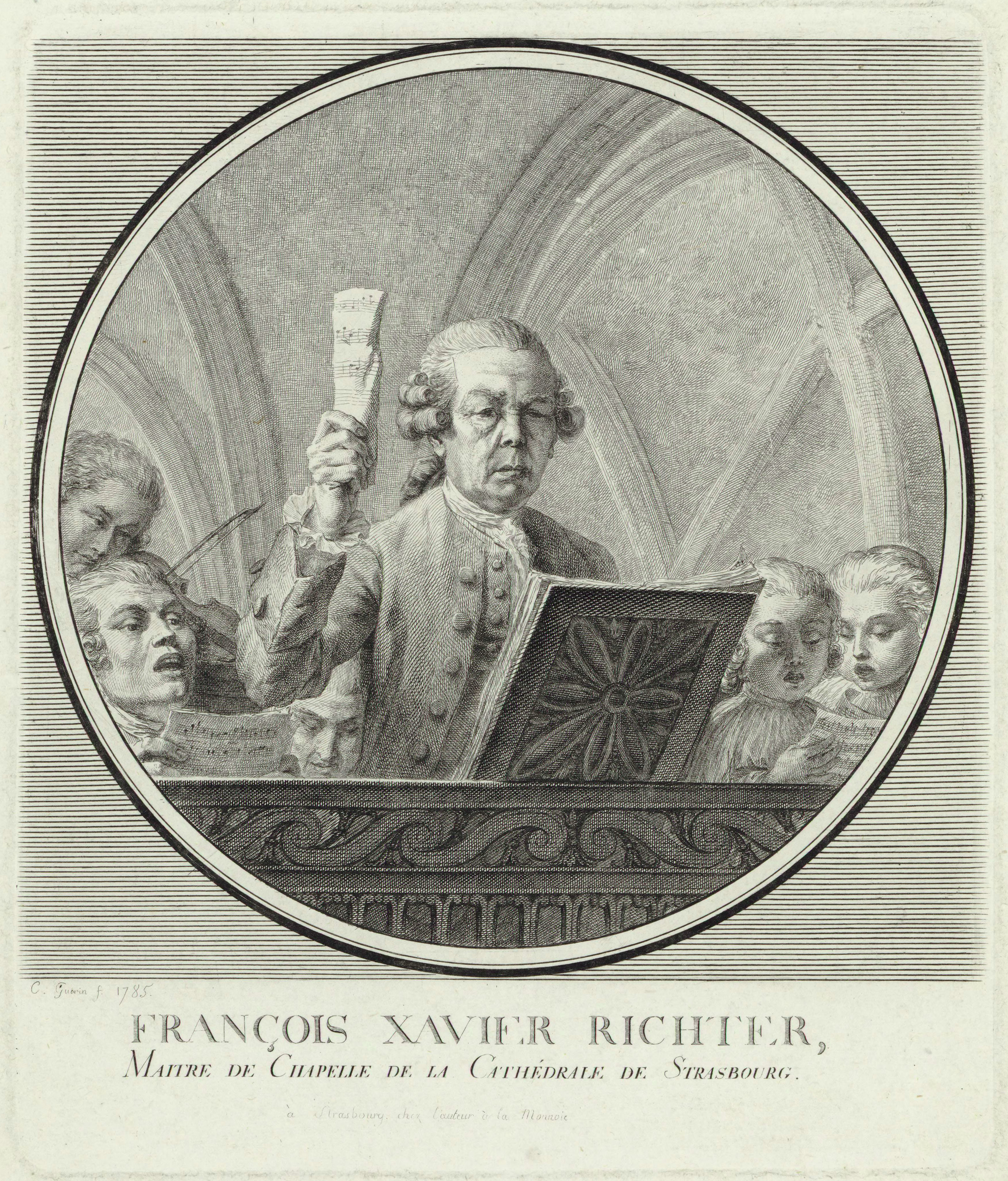
Franz Xaver Richter

- 24 janvier : Dom Bedos de Celles, facteur d'orgues français († 25 novembre 1779).
- 9 février : Egidio Duni, compositeur italien († 11 juin 1775).
- février : Charles Avison, compositeur britannique († 9 mai 1770).
- 12 octobre : Giovanni Battista Ferrandini, compositeur italien († 25 octobre 1791).
- 25 novembre : Franz Benda, compositeur allemand d'origine tchèque († 7 mars 1786).
- 1er décembre : Franz Xaver Richter, compositeur morave († 12 septembre 1789).
- 23 décembre : Jean-Noël Hamal, compositeur liégeois († 26 novembre 1778).

Date indéterminée :
- Girolamo Alvise Giusti, écrivain et poète italien († 1766).
- Christoph Schaffrath, compositeur allemand († 7 février 1763).

## Décès

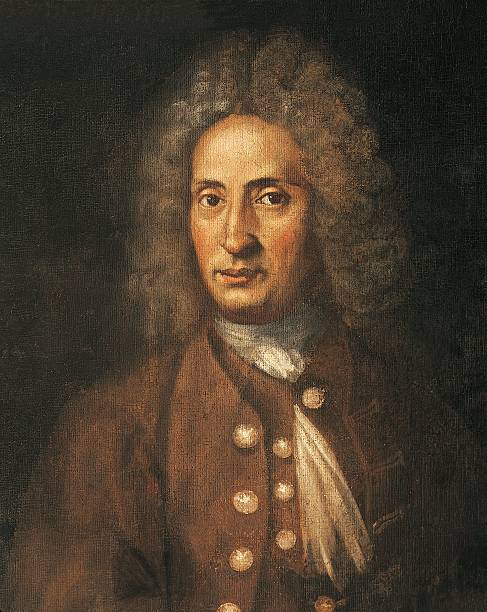
Giuseppe Torelli

- 8 février : Giuseppe Torelli, compositeur italien (° 22 avril 1658).
- 18 mai : François Pinel, luthiste et théorbiste français (° vers 1624).
- 17 juillet : Pascal Collasse, compositeur français (° 22 janvier 1649).

Date indéterminée :
- Cristofaro Caresana, compositeur italien (° vers 1640).
- Pierre Naust, facteur d'instruments de musique de la famille des bois installé à Paris (° vers 1660).
- Thomas Mace, chanteur, luthiste, compositeur et théoricien de la musique anglais (° vers 1613).